# Micropsectra kamisecunda
Micropsectra kamisecunda är en tvåvingeart som beskrevs av Sasa 1991. Micropsectra kamisecunda ingår i släktet Micropsectra och familjen fjädermyggor. Inga underarter finns listade i Catalogue of Life.